# Поличка Вас
Поличка Вас (словен. Polička vas) — поселення в общині Песниця, Подравський регіон‎, Словенія.